# Annick Willems
Annick Willems (9 mei 1961) is een Belgische politica voor CD&V en was burgemeester van Sint-Laureins.

## Biografie
Willems ging naar vrije lagere school in Landsdijk, Bassevelde. In het middelbaar volgde ze wiskunde-wetenschappen aan het Onze-Lieve-Vrouw ten Doorn instituut. Daarna studeerde ze aan de universiteit van Gent licentiaat psychologische en pedagogische wetenschappen. Na haar studies werkte van 1984 tot 1985 als pedagoge aan de normaalschool Ten Doorn in Eeklo en daarna als wetenschappelijke medewerkster aan de Universiteit van Gent. Van 1992 tot 1995 werkte ze bij de VDAB en van 1996 tot 2006 als pedagogisch adviseur bij VIZO.
Sinds de jaren 80 is ze actief in de gemeentelijke politiek en in 1989 werd ze in Sint-Laureins OCMW-raadslid. Ze werd in 1991 provincieraadslid, wat ze tot 1994 bleef. Na de verkiezingen van 1994 was ze van 1995 tot 2000 OCMW-voorzitster. In 2001 werd ze schepen en keerde ze ook terug in de provincieraad. Begin 2007 volgde ze partijgenoot Jozef Van Braekel op als burgemeester. Ze werd zo de eerste vrouwelijke burgemeester van Sint-Laureins. Ze bleef burgemeester tot de verkiezingen van 2012, waarna ze fractieleider werd voor de CD&V in de Oost-Vlaamse provincieraad.
Vanaf 1 september 2014 is ze algemeen directeur van het college O.-L.-V.-ten-Doorn te Eeklo.